# هانده ينر
هاندا أوزينار (بالتركية: Hande Yener)‏ أحد أشهر المغنيات في تركيا (ولدت في 12 يناير 1973، في حي بهارية بمنطقة قاضي كوي بإسطنبول). تعتبر هاندا أصغر من أخويها يلدز وأرول أوزيانر، والفرق بينها وبين أختها الكبرى خمس سنوات. مقبول هو اسم من أسمائها، وهو في نفس الوقت اسم جدتها. عمل والده إيرول كلاعب كرة قدم محترف لفترة من الوقت في فريق فورد أوتوسان وفي نادي إسطنبول سبور ونادي أنقرة غوجو ونادي أسكي شهر، وانتقل من نادي أسكي شهر إلى نادي غلطة سراي الرياضي.
لقد بدأت رغبة هاندا في أن تصبح مغنية منذ الطفولة وأرادت بشدة الذهاب إلى معهد الموسيقى بعد المدرسة الإعدادية، ولكن لم يسمح أهلها بذلك، ولهذا السبب ذهبت إلى مدرسة أرن كوي الثانوية للبنات. تركت هاندا المدرسة الثانوية في الصف الثاني. وعلقت عن حياتها في المدرسة الثانوية قائلة «عاندي وقتها مدرس الوطنية، كما أنني تمردت، ولم أدخل حتى الامتحانات، وكانت درجاتي في الموسيقى 10 من 10».
وبينما هي في سن السابعة عشر، تألمت بسبب طلاق والدتها من والدها لإدمانه الكحول. بينما هي في نفس العمر (في عام 1990) تزوجت من أوغور كولاتش أوغلو الذين يعمل كمأمور جمارك. وبعد زواجها بفترة قصيرة ذهب زوجها إلى العسكرية، وولدت ابنها شاغين في عام 1991 . في نفس السنة ذهبت إلى أستاذ الغناء أردم سيافوشجل، وقال بأن لديها القدرة في أن تصبح عازفة منفردة. عندها بدأت في أخذ دروس الغناء وأجتهدت للوصول إلى سيزين أكسو التي كانت قدوتها. كانت تعمل كمساعدة في متجر مودو لكن تركته. لتعمل في متجر علي ألطا موضة الذي يعرف بأنه من الأماكن التي يتردد عليها المغنيين المشهورين. وكان هدفها من ذلك هو الوصول إلى أكسو والمواظبة على سماع صوت المغنيين المشهورين الذين أعتادوا المجيء إلى محل علي الطا موضة. حصلت هاندا على رقم هاتف أكسو، ولكنها لم تستطع التواصل معها. كان العديد من المغنيين قد جاءوا إلى المتجر من بينهم نيلوفر وشهرزاد وسرتاب أرانر لكنها فقدت الأمل في الوصول إلى أكسو.

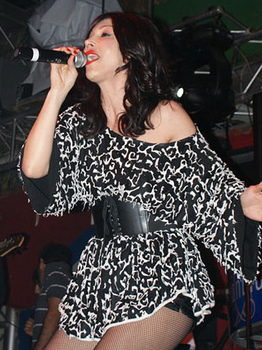
هاندا ينار في مرماريس، تركيا عام 2009.

هوليا أفشار جاءت إلى المحل بعد فترة واستمعت إلى هاندا في فترة خيبة أملها عن موضوع الغناء وقالت إنها ستأخذ موعد لهاندا من سيزين آكسو. تم تحديد مقابلة هاندا مع أكسو في إبريل 1993 عن طريق أفشار. وبعد فترة قصيرة بدأت العمل مع أكسو. لقد غنت في ألبوم أغنية الفتاة المجنونة (1993) وفي ما يقرب من 40 حفلة موسيقية. وفي عام 1994 تطلقت من زوجها بسبب مشاكل مختلفة تتعلق بالزواج. وعلى مدار ثلاث سنوات تقريبا ظهرت في أماكن مختلفة في أنطاليا عقب عودتها إلى أسطنبول. بدأت هاندا في تحضير أول ألبوم أستيديو.

## حياتها الخاصة
تزوجت هاندا ينار في سن 17، وانتهى زواجها عام 1994.في عام 2002 عاشت علاقة مع كمال تونشاري لاعب كرة السلة. أما العام الذي بعد ذلك كانت على علاقة مع رجل الأعمال موريس كوهان. وبعد عاميين نشرت الصحافة أخبار عن أنها تحب أرداجان الذي رافقها في كليب أغنية أجى فاريور (يؤلمني)، وانتهت هذه العلاقة في عام 2006. وبعد فترة بدأت الخروج مع قادير دوغلو. وصرحت المغنية أنها خُطبت من دوغلو في عام 2007، كما صرحت في أوقات مختلفة أنها يمكن أن تتزوج. كتبت هاندا أغنية روميو من أجل دوغلو، وجعلت لدوغلو دور فيها.
في إبريل 2010 انتشرت أخبار تتعلق بكونها تعيش بعض المشاكل في علاقات مزدوجة. وفي نفس الشهر سعت هاندا إلى إنهاء علاقتها. وفي عام 2014 مرت المغنية ينار تجاه الكاميرا مع حبيبها أوزان أوغوت في كليب أغنيتها الت دوداق (الشفاه السفلى).

## نجاحها

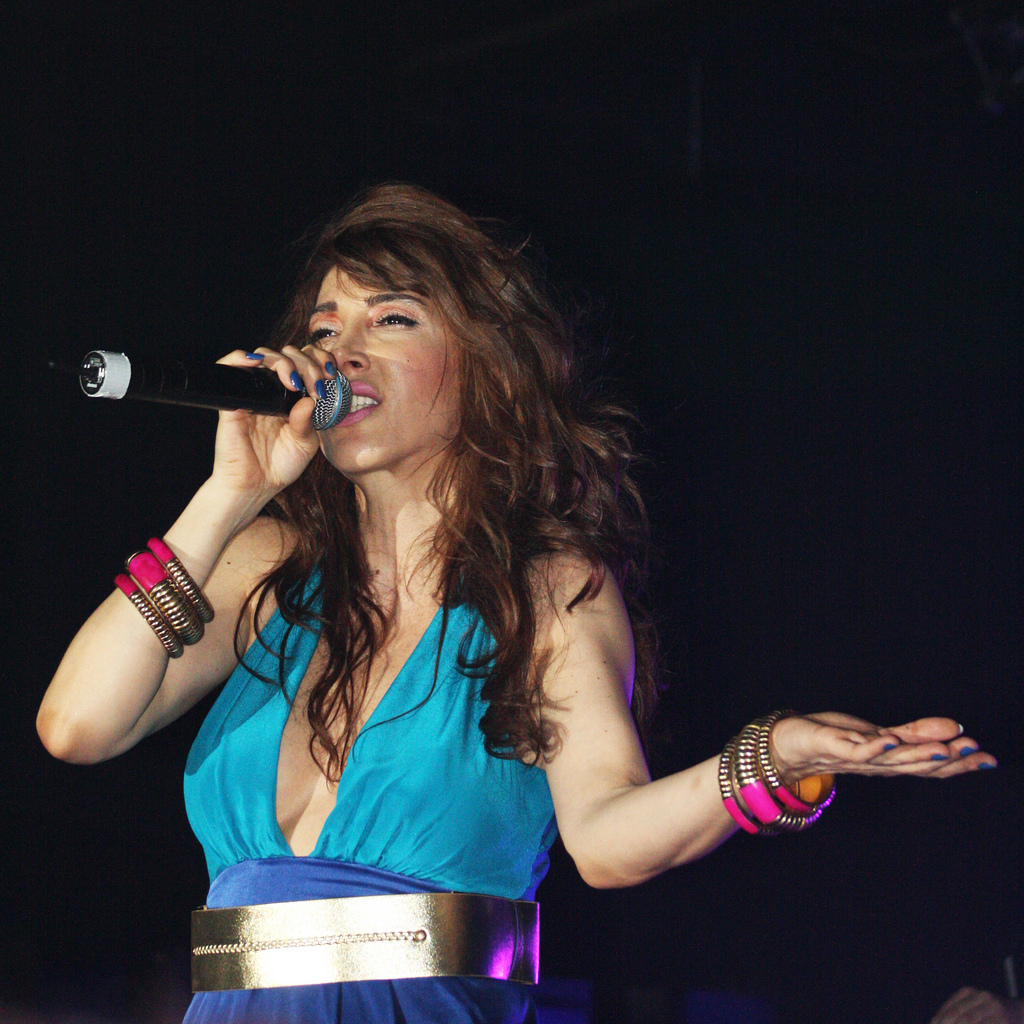
هاندا ينلر في بوخوم، ألمانيا عام 2011

حصلت هاندا ينار على العديد من الجوائز والترشيحات على مدار حياتها العملية. بعدما فازت هاندا ينتر بجائزتين من جوائز الفراشة الذهبية فازت بجائزة أفضل عازف منفرد للسيدات لموسيقى البوب التركية وذلك في عامي 2008 و2011. تجاوزت هاندا ينار بصفتها واحدة من الفنانات قليلي العدد رقم هذا البيع عن طريق البومها الوحيد في تركيا في الالفينيات اثناء بيع نسخ البومها التي تجاوزت المليون نسخة. في عام 2007 حصلت هاندا على جائزة أفضل سيدة مغنية لموسيقى البوب وهي واحدة من الجوائز التي نظمت بواسطة إسطنبول اف ام. حصلت هاندا على العديد من الترشيحات في الجوائز الملكية للتليفزيون والفيديو والموسيقى، بيد انها استطاعت أن تربح أربعة منها فحسب. رُشحت هاندا كأفضل فنانة تركية في جوائز الموسيقى الأوروبية إم تي في لعام 2008، لكنها تركت جائزتها لايمره أيدن. رأت جائزة جودة الاتحاد الأوروبى لعام 2009 أن هاندا ينار مناسبة لجائزة الشرف. في عام 2010 رُشحت هاندا لجوائز اماجيلا اللاستيل، لكنها خسرت الجائزة أمام شبنام فرح. وقد فزت هاندا بجائزة من فئة أفضل أداء مشهد من جوائز 3بال أف أم الموسيقية لعام 2013. فازت هاندا بجائزة من جوائز مجلة سياسة وهي جائزة فنانة موسيقى البوب التركية لعام 2007و 2011و 2012.

## 9-2007: كيف تجننت؟، تنويم مغناطيسى، ماذا يحدث؟
بعد مسابقة يوروفيجن للأغانى لعام 2007 تم التصريح بأن هاندا يانر سوف تمثل تركيا في مسابقة يوروفيجن للاغانى لعام 2008. اما تى رى تى مؤسسة الإذاعة والتليفزيون التركية كذبت التصريح وأعلنت أنها لم تعرض على أحد اليوروفيجن. حينها وفي تصريح الصحافة الذي قام به أرول كوسا منتج يانر قال أنه أخذ تكليف من أجل ضم مغنى من منتجين تى رى تى إلى اليوروفيجن، لكنه قال إنه جاء تكذيب من تى رى تى بخصوص أنه عمل تصريح الالتحاق مبكرا وتم المعاملة بشكل سريع. أضاف كوسا بعد هذة الفترة أنهم رفضوا العرض غير الرسمي الذي تم عمله من أجل اليوروفيجن. في مايو 2007 تم عرض البوم استيديو الخامس (كيف تجننت؟) لهاندا يانر في السوق. قامت المغنية بأتباع أسلوب الموسيقى الالكترونية عن طريق هذا الألبوم. واجهت هاندا بعض الانتقادات السلبية العابرة بسبب انتقالها من البوب إلى الموسيقى الالكترونية. أجابت هاندا على هذة الانتقادات بهذا الشكل: " إرضاء الجميع شئ صعب جدا، حتى أنه غير ممكن. القيام بالعمل الذي يرضى الجميع ليس من الصواب أيضا، يجب في البداية إرضاء أنفسنا وأن نتحدث عن جودة الموسيقى.في لحظتها لا يجذبى القيام بالشئ المنتج والمستهلك". موقع الموسيقى جرتشك بوب أعطى الألبوم خمسة من خمسة. ونقاد الموسيقى قدموا انتقادات إيجابية من أجل الألبوم. كانت أغنية كيبير (يانمام لازم) التي كتبت ودعمت بواسطة سيزين اكسو كانت هي أغنية الإصدار للألبوم كما كانت أول كليب.عقب سحب كليب أغنيتها روميو الذي لعب دغولو دور فيها كتبت أغنية كليب من أجل حبيبها قادير دوغلو. أحرزت أغانى روميو ويانمام لازم نجاح وتصدرت القائمة. البوم كيف تجننت؟ أيضا تم ظهوره كواحد من أفضل الألبومات التركية في الألفينيات بواسطة ان تى في مثل الأثنى عشر ألبوم استيديو السابقين التي قامت بهم هاندا يانر. كافأت أسطنبول أف أم الألبوم في طبقة أفضل البوم لموسيقى البوب للسيدات في الجوائز التي نظمتها. في عام 2007 دخلت يانرفى مناقشات حادة مع المغنيين المختلفين معها وذلك بسبب بقال موسيغى (موسيقى البقال) التي قامت بها.أولا بدأت يانر نقاشها مع دامات أكالن، الذي قالته يانر "لقد قمت بوسيقى البوب، لهذا السبب لم أكن منافسة للذين يتبعون موسيقى الفانتازيا، وأنا لست ضد أسلوب نظام العمل الذي يقوم به دامات.قام أكالن بالرد على كلامها " إذا لم تعجبى بى فلماذا تقومى بالاعمال التي لا أستطيع اللحاق بها، وبسبب الكثافة انتزع الأعمال التي لم أستطع الوصول إليهاوكذلك أنتزع الأعمال التي لم أقبلها ". رفعت يانر دعوة تعويض بمبلغ قدره خمسون ألف ليرا تركية على أكالن بسبب هجومة على حقوقها الشخصية لكن في نهاية المحكمة تُقرر عدم التلفظ بألفاظ الإهانة والتحقير. في نفس العام تفوهت هاندا بكلمات في مقابل قيام سردار أورتاتش بتصريح في شكل " ولا هاندا، ولا مصطفى ! أفضل كاتب هو بنجو " تفوهت هاندا بكلمات "أقوم بعمل الموسيقى سواء كانت تجارية أو غير متفق عليها.فهوقال كلمات متعلقة بى في الريبورتاج الذي يصدر في كل ألبوم. وقالت أنا لا أريد المقارنة بالذين يقومون بعمل الموسيقى بأسلوب البقال". جاء رد الفعل بالإجابة عن الأشخاص المختلفين ومن بينهم بنجو وأكالن وأأورتاتش إلى معرفي يانر بموسيقى البقال. أخطأ بنجو في تصريحات يانر ولكنه قال "لو إن أغانى البقال هي أشهر أغانى يانر، فلقد غنت يانر كل أغانى البقال. أنا أستمع إلى هاندا يانر وأقدرها ". قالت يانر إن التعريف الذي قامت به يتعلق بالموسيقى، كما قالت إنه من الضرورى عدم أخذ البقالين. ذكر الكالن هاندا يانر بكلمات " هل تقوم هاندا بموسيقى إلكترونية؟ هي صدمة كهربية لها "، أخذ الكالن تعويض عشرة آلاف ليرا تركية في نهاية فوزه بالدعوة التي رفعها على هاندا يانر. اما اورتاتش أجاب على يانر بهذا الشكل " عندما فعلت ال دى جى في مارماريس في سن الثامنة عشر غنينا في هذا أليوم أغانى البقال في السوق. أنا لو كنت أقوم بالبقال لشعرت بالغرور مع هؤلاء. كما سعى إلى نوع الموسيقى المستأنف في أركان مجتمع البقال ".وضعت الحرية تعريف موسيقى البقال في كلمات موجزة لعام 2007 . هاندا يانر في بداية عام 2008 أصرت على إنتاج الأعمال الفردية، أصطحبت يانر كمال دوغلو في أغنيتها. في مايو 2008 وزعت يانر ألبوم تنويم مغناطيسى الألبوم أستيديو السادس بلصيقة إنتاج ليرول كوسا. وباعت هاندا 40ألف نسخة من الألبوم. في نفس الوقت أسست هاندا شركة إنتاج مسماه إنتاج تى بى اه التي أخذت من حروف كلمات اسم البوب التركية مع قادير دوغلو. كتبت هاندا بنفسها كلمات الأغانى التي في ألبوم تنويم مغناطيسى. كتب نقاد الموسيقى أن مغنيين الألبوم ولدوا كرد فعل للسوق طالما بعدوا عن البوب مقدمين انتقادات سلبية وإيجابية على الألبوم. بعد توزيع كليب أغنيتها الصادرة التي تحمل نفس الاسم الالبوم، صدرت أخبار تتعلق بمنع عرضها في التلفيزيونات من قبل رتوك. أوضحت يانر انها لا تصحح الأخبار وانها لا تمنع الكليبات ووصفت الأخبار بالمؤامرة. وضحت بعض الأخبار الصادرة أنها وقفت توزيع كليب في التلفيزيونات. في أوقات متقدمة أتضح أن الكليب لا يتوافق مع حظر النشر ولا مع الوثيقة التي أخذت من تورك. في أول هذة الفترة وبعدها أنخفضت طاقتها التي في مقابل شركة يانر للورق، وأرادت الانفصال عن الشركة . في نهاية الخلافات دفع التعويضات وألغى الاتفاقية التي كانت مع الشركة، وهكذا انفصل بشكل منازع عن إنتاج ارول كوسا. في الجزء الأول عام 2008 وقعت هاندا يانر اتفاقية ورق الألبوم الثاني مع الموسيقى الأوروبية . في مارس 2009، وزعت الألبوم أستيديو السابع ماذا يحدث ؟ . غيرت كلمات أغنيتها السابعة وأسلوب التعليق في الألبوم الذي كتبته، وأوضحت ان الصوت جاء في نغمة إلى الأذن . اصطحبت يانر تيومان في أغنيتها أرسيز . قيم نقاد الموسيقى الألبوم بوصفه ألبوم موسيقى الكترونية ذات جودة، ووجد أنه أكثر نجاحا من ألبوم تنويم مغناطيسى، لكنها أوضحت ان هذا الألبوم لا يمتلك أغنية يمكن أن تكون ناجحة مثل أغنية روميو. طبقا لبيانات الموياب باعت هاندا 37 الف نسخة من الالبوم حتى حزيران 2009 . ارتفعت أغنيتها الصادرة التي أعطت اسمها إلى الألبوم أرتفعت إلى النمرة الثالثة في قائمة تركيا الرسمية، وأدخلت الكليب إلى العرض موجها من قبل كمال دوغلو . سحب الكليب الثاني للألبوم كان سبب في ظهور مشاكل بين يانر والموسيقيين الأوروبيين . سحبت يانر مذكرة التحذير من الشركة لانها تسببت في عدم سحب الكليب الثاني إلى البومها وألغت الاتفاقية التي كانت موجودة بصفتها ذات طرف واحد . فتحت دعوة التعويضات من قبل الموسيقيين الأوروبيين بسبب الغاءالمغنية للاتفاقية .يوجد حق لهاندا في الدعوة  في نهاية عام 2009 صرحت يانر انها سوف تقوم بموسيقى البوب مجددا .

## 2014-يومنا: مكمل
تم تقديم ألبوم أستيديو الحادي عشر (مكمل) الذي أرادت هاندا يانر أن يرجع إلى القديم تماما تم تقديمه إلى الصحافة برفقة ثنائية «مثل المنسيين» محمدأردم في العشرين من يونيو عام الفين وأربعة عشر بمثابة تأخر بسبب فقدان مئات العمال حياتهم في كارئة منجم الفحم سوما التي حدثت في مايو 2014 . المطربة هاندا يانر عملت وحدة عمل لأول مرة بعد سنوات مع التن تشاتين من أجل جزء البوم الإصدار الت دوداق الذي أرتفع حوالى ثلاث نمر في القائمة التركية الرسمية والذي تم توزيعه في نيسان 2014. تم تقديم ألبوم مكمل إلى البيع في شكل ملفين بسبب صدور الأغانى وعدم إمكانية تخفيضها . لجأ نادى الموسيقى إلى فصل وجهة النظر غير مستطيع الوصول إلى وحدة الفكر في الدراسات التي قام بها من أجل الألبوم، كما حاول إظهاره كأفضل ألبوم تركي في عام 2014.

### أسلوب موسيقى
لقد تم إبداء ملاحظات ودراسة أسلوب موسيقى هاندا يانر وخطوات حياتها المهنية وحياتها الشخصية وذلك عن طريق العديد من النقاد . أرادت المطربة هاندا يانر بعد عامين عمل الألبومات التي تسعدها . قامت يانر بمجهود كبير للحفاظ على الحداثة في الموسيقى عن طريق إصدار ألبومات كثيرة، كما قامت بتغيير الأسلوب في المعنى الموسيقى في كل وقت . عرفت هاندا يانر بمطربة موسيقى البوب والموسيقى الإلكترونية. نوع الصوت هو السوبرانو الدرامى . بعد فترة قصيرة من الإصداركانت هاندا فنانة محبوبة وطبقا لمينا أيمن من محطة راديو بيست أف أم حققت هاندا جمال الصوت، وحققت الشهرة بالعديد من الأغانى الجميلة التي في البومها . قيل إنه تم بدأ تيار موسيقى الديسكو والرقص في تركيا من خلال الألبومات الأولى لهاندا يانر . بدأت المغنية هاندا يانر تغيير أسلوبها الموسيقى بالبوب في ألبوم مختلف للغاية، كما صادفت في الألبوم أنواع مثل موسيقى الرقص وموسيقى الهاوس وموسيقى الروك وأر أند بى معاصر . قالت يانر في الألبوم إن المغنيين مثل مادونا وكايلى مينوغ وروبى ويليامز هم ظل الموسيقى التي تدعمها . بالإضافة إلى ذلك عبرت هاندا على أن ألبوم مختلف للغاية هو بداية جديدة لعشاق الموسيقى . وضحت هاندا عن تبنيها أسلوب الموسيقى الالكترونية بدلا من موسيقى البوب في ألبوم كيف تجننت ؟ وضحت ذلك بكلمات «جاءت إلى الدنيا .جاء من هناك أوراق جميلة وصوت عذب .إنها مويسقى حيوية جدا. الأسلوب الذي يفتح الإدراك مثل الطبيعة .فانا أسمع هذا الأسلوب لسنوات.لقد أدركت بعض الاشياء.فقط تشجعت.يوجد حرية بلا نهاية في الموسيقى الالكترونية. انتهى عصر التأليف، ولقد تم حجب هذا الأسلوب.يعتبر الخروج إلى الطريق الذي أكتشفته وقبول هذا شئ جميل جدا». أستمرت هاندا في استخدام أسلوب الموسيقى الالكترونية في ألبومات تنويم مغناطيس، وماذا يحدث؟ .تم وصف هذة الألبومات كتجربة. سجل كاتب جريدة المساء محمد أوزدوغان سجل أنه يوجد تشابهات واضحة وصريحة بين الأغانى التي في ألبوم كيف تجننت ؟، وتنويم مغناطيس وبين الأغانى التي في ألبوم (2005) اعترافات على حلبة الرقص لمادونا . أجابت يانر على السؤال الذي وجه إليها والمتعلق بتكرارها للأسلوب في ألبوم تنويم مغناطيس أجابت في شكل «في الحقيقة أكثر شىءاكرهه هو التكرار .لو كنت كالنمط الذي يحصل على الشئ جاهز، في تلك اللحظة لما استطعت بدون مجهود ان أكون هاندا يانر.يقول الكثير إنها تعمل مع نفس الشخص، ولهذا سوف تقوم بنفس الشئ». في عام 2010 بدأت هاندا في عمل موسيقى البوب مجددا وذلك في ألبومها ماذا يحدث ؟ الذي وحد الأسلوب القديم والحديث . وضحت هاندا يانر أنه لا يمكن عمل ألبوم بموسيقى إلكترونية بشكل متعلق بموسيقى البوب مجددا، وقالت هذة الكلمات «أنا استطيع عمل البوم الروك غدا ولكن ...نعم. لم استلذ موسيقى البوب لفترة ولهذا أتتبعت الموسيقى الالكترونية.لان المنتجين لم ينتجوا أغانى البوم مكمل .كما أنهم تفههوا من الأغانى التي جاءت بعد كيرميزى (الأحمر).عملت ألبوم موسيقى الكترونية ثلاث مرات .بينما كان التجديد إلى هذا الحد في الموسيقى لم أستطع الأستمرار في قول» كيرميزى (الأحمر) تليق بك كثيرا «.لم أكن في أي وقت من الأوقات مغنية من أجل شهرة الغناء .فهي بالنسبة لى التطور والرقى .حينها أردت عمل الموسيقى الالكترونية، وبعدها أشتقت إلى موسيقى البوب.غدا ربما أفعل البوم الكترونى، وربما أفعل البوم سماعى صوتى، بمجرد أن اكون على يقين.يجب أن يكون في مقدرتنا عمل كل شئ، ويجب على الناس السماح بذلك». في البوم مكمل، أعطت أهمية للاغانى التي توحد ايقاع يومنا هذا مع ايقاع 1980 . كتبت هاندا يانر أغانى مع محلحنين وكتاب مختلفين، إلى جانب هذا كتبت العديد من كلمات الاغانى بنفسها . لكنها وضحت أن أفضل الأغانى هي التي كتبت بواسطة الرجال . بينما تحكى المعركة التي مع العشق في البوم العشق لا يدرك شئ عن روح المرأة، أعطت أهتمام للمشاعر الناضجة أكثر من الاهتمام بالكلمات الرائعة في البوم مختلف للغاية . أدخل البوم كيف تجننت تأثيرات التي خلقت العشق داخل الإنسان مثل جنون العظمة (البارانويا) وحالة الفقدان والانفصال عن المكان ومخاوف الضياع والتوترات التي في لحظة المعارك والحماس وردود الأفعال التي خلال فترة العشق . تكونت فلسفة ألبوم تنويم مغناطيسى عن طريق يانر . تؤمن يانر بمفهوم «كل لحظة وكل شئ في الحياة ممكن». أما ألبوم ماذا يحدث ؟ ولد بطاقة جديدة جدا . كماوضحت يانر في هذا الألبوم كل شيء خفي كانت تشعر به.

## صورتها الإجتماعية
بعض مواقع التواصل الاجتماعي، والبرامج التليفزيونية، والمعجبين بهذه البرامج أطلقوا علي هاندايانر لقب"ملكة مزيكا البوب التركية"إلا أن اختلفت الأراء حول لقب يانر، وتم توجيه الانتقادات لهذا اللقب. ولقد صرحت يانربأنها عقب تسجيلها لأغنية الألبوم العاشر والتي أطلقت عليها اسم الملكة صرحت بأنه كان من المؤثر للغاية إطلاق معجبيها عليها نفس اللقب. " ولقد كتب بلال أوزجان الصحفي بجريدة اليوم بأن يانر عقب إصدارها لألبوم الملكة لن تستطيع الحفاظ علي هذا اللقب وخاصة عقب نشرها لصور الألبوم التي قللت من احترام اللقب الذي تم تتويجها به وأضاف أيضا أن هذا اللقب يستحقه مازن أكسو، ويتساءل أيضا لماذا تم منح هذا اللقب لهذه الفنانة. ولقد تصدرت هانداعناوين الأخبار بلون شعرها الذي تغيره كثيرا، وبالملابس الغريبة التي ترتديها بكل ثقة، وتم تداولها في وسائل الإعلام الاجتماعية. أعلنت هاندا التي تحب التغيير أعلنت أن التغيير عنصر غاية في الأهمية وذلك من أجل أن تبهر معجبيها. التغييرات التي قامت بها والتي تتعلق بلون شعرها شغلت وكالات الأنباء المختلفة، ولقد أضافت أيضا قائلة"لا يهمني مدي غرابة اللون الذي أريده سواء كان أخضر أم بنفسجي فأنا أفعل دائما ما يحلو لي;بمعني إذا ورد علي بالي أن ألون شعري باللون الأزرق فمن الغد أستطيع أن أفعل هذا.بالنسبة لي إتخاذ القرار المتعلق بشعري هو أمر في غاية السهولة حيث يتم في دقيقتين ولا أفكر كثيرا.".
ولقد لفت انتباه الصحافة السروال القصير«الشورت»، ولباس السباحة«مايو» اللذان كانت ترتديهم علي المسرح. فيما يتعلق بالأزياء ذكرت بأنها تتابع الأزياءالعالمية والنجوم العالميين. ولقد صرح الناقد الموسيقي نعيم ديلمنر في حوار له مع جريدة الحرية حيث كان تصريحه يتعلق بهيئة يانر صرح قائلا«مظهر يانر الألي بأبسط تعبير سئ.وإذا اعترضت علي فيلم الرجل الذي ينقذ العالم لم أستغرب هذا.» وكان هذا التصريح في عام 2008. لقد تميزت في كونها المصدر الأبرز «لنموذج البن أب الذي كان سائد في الخمسينيات والستينيات.» ووفقا ليانر فإن كمال دوغلو مصمم الأزياء الذي يساعدها في انتقاء ملابسها تري أنه يمتلك القدرة علي التوفيق بين التناقض والجنون اللذان بداخلها، وأيضا يستطيع أن يعكس حالتها النفسية من خلال الملابس التي يصممها لها.[154]وقال دوغلوبأنه من أجل أن يخلق صورة جديدة ليانر تصفح المجلات، وتابع عروض الأزياء، وصمم إبداعاته وفقا للأسلوب مع الموسيقي. فيما يتعلق بمظهر يانر المتضمن لملابسها فقد تم مقارنتها في الآونة المختلفة بالعديد من الفنانات وتأتي في مقدمتهم مادونا. وعندما أصدرت ألبومها«مختلف للغاية» في 2006 تم تشبيهها بسيبال كيكلي حيث كانت ترتدي عصابة علي عين واحدة، وأيضا تم تشبيهها بمادونا حيث كان شعرها به تموج خفيف وهذا كان في أواخر السبعينيات.
فيما يتعلق بالتشبيهات التي تم تشبيها بها جاوبت قائلة«إنسان يشبه إنسان آخر.لماذا أنزعج من هذا .أنا إنسانة عصرية.التشابه لا يزعجني، وصاحت قائلة» هل جئتم إلي الحياة من أجل الحديث عن التشابه؟«ألون شعري باللون البني أو أطيل كدلتي، وقالوا 'عملت هاندا جاهدة علي أن تكون مثل سيبال كيكلي'لماذا يزعجكم ما أفعله.» ولقد قام أبرو تشابا بكتابة تعليق لجريدة الحرية في نفس الأثناء وذلك في مقالة له تتمحور حول التشبيهات التي واجهتها يانر باستمرار قائلا«تدعو هاندا لوالدتها التي أنجبتها بطريقة طبيعية بدون تكلف واصطناع بمعني أن هاندا تتصرف بالفطرة.وكثرة النقد الذي تم توجيهه للألبوم الأخير قادر علي إنهاك قوي الرجل وحتي من الممكن أن يؤدي إلي إصابة الإنسان بانفصام الشخصية أو 'الشيزوفيرنيا'».
[171]وبحلول عام 2009تم مقارنتها من حيث الشكل بالفنانة ليدي غاغا وحدث ذلك بشكل متكرر. ولهذا السبب قالت إنها سئمت من تشبيهها بفنانة في كل مرة. واستنكرت التشابه الذي تم عقده بينها وبين غاغا وقالت«أصدرت للموسيقي الإلكترونية أشياء جنونية للغاية.في هذه الأونة الليدي غاغا لم تفعل هذا.» ولقد خرجت لمنصة عرض الأزياء بواحد من الأزياء التي إرتدتها غاغا في أسبوع الموضة الذي تم تعريفه بأزياء غاغا.
ولقد صرحت هاندا بأن«جميع مصممي الأزياء في العالم يرغبوا في تصميم أزياء لليدي غاغا.وإذا ذهبت غاغا إلي المطار يكون هذا» مجرد ذهابها للمطار«حدث بذاته.وأيضا أضافت هاندا بأن الليدي غاغا نجمة ابتكرت خط للموضة خاص بها.» إلي جانب هؤلاء الفنانات فقد تم مقارنتها أيضا بجورك، وكايتي بيري، وريانا. ولقد ارتدت هاندا ملابس مرصعة بماء الذهب وذلك علي غلاف ألبومها الذي بعنوان«مثالي» وهذه الملابس ارتدتها أيضا ريانا في كليب أغنيتها التي بعنوان«الولد الوقح»(بمعدل أر،2009)

## حب فعل الخير
وفي عام 2000شاركت هاندا في عرض ليلي متأخر الذي الذي تم تنظيمه في إزميت تحت نطاق مساعدة المتضررين بالزلزال وذلك في 17 أغسطس وتم إذاعة هذا الحفل في ال إم تي في. ولقد قدمت الحفلة مع أسماء مشهورة مثل أجدا باكان، وجاندان أرتشاتين، وسازن أكسو، وياشر وأقيمت الحفلة في أرينا كوروتشاشما وذلك من أجل الحيوانات المهملة تحت نطاق مشروع«تنبض قلوبنا في الشوارع» وتم ذلك في عام 2007 تحديدا في شهر أغسطس. وقالت أنهموا نظموا حفلة لصالح أطفال اللوكيميا حيث انضمت للبرنامج الملكي للديسكو كعضوة ضمن الاتحاد التعليمي الصحي لمرضي اللوكيميا والسرطان وتم ذلك في عام 2009 في شهر مايو وبالرغم من ذلك صرحت أنهم لم يستطعوا ملاحظة الدعم.
ولهذا السبب صرحت هاندابأنها ستنضم للحفلة التي ستعقد والتي تهتم بالبرنامج، وفي هذه الحفلة اعتلت المسرح. وفي نهاية العام نفسه ساهمت يانر في جمع التبرعات حيث انضمت للبرنامج التليفزيوني الذي تم تنظيمه بهدف التبرع بالسيارات لذوي الاحتياجات الخاصة. وفي عام 2010أرادت هاندا من الحكومة أن تتخلي عن خطط الطاقة النووية التي في تركيا حيث دعمت هاندا حركة الجرين بيس أو«السلام الصافي» وهي حركة مضادة لخطط الطاقة النووية في تركيا.ولقد تواجدت هاندا في فيديو تم الانجذاب إليه ضمن نطاق حركة «السلام الصافي»، ولقد قامت بتصريح فحواه التالي«أنا منزعجة كثيرا من المخططات النووية في تركيا.عندما يتم الحديث عن الطاقة النووية لم يخطر علي بالي أي شئ إيجابي، وكل ما يأتي علي بالي هو انفجار مفاعل تشرنوبل، والتسرب النووي، والنفايات النووية، والأسلحة النووية وغيرهما...». وفي نهاية العام نفسه أدت إغنية مرة أخرى تحمل اسم «الغابة» حيث أعدتها من أجل غابات دلي، والشتلات المزروعة تحت نطاق مشروع نحن أعداء الحرائق، وأيضا من أجل مشروع أغنية«بودروم». وفي عام 2011 تحديدا في شهر ديسمبرإعتلت هاندا المسرح في حفلة البوب التي تم تنظيمها من أجل أهالي فان وقد أقيمت في بلدية شيشلي باستانبول وذلك من أجل مساعدة ضحايا زلزال فان. أما في عام 2012فقد خرجت للمسرح مرة أخرى ولكن هذه المرة من أجل مساعدة الطلاب المحتاجين، وكان هذا في بلدية كوشا داس. وفي عام 2013 تحديدا في شهر يوليو لعبت هاندا دورا في جمع الكتب التي تم إحضارها متفرقة التوقيعات، وذلك من أجل حملة جمع الكتب تحت مسمي«كل كتاب هو عالم بذاته»، ولقد ابتدأت هذه الحملة من أجل تقديم الدعم لست مدارس تقع في شرق تركيا. وفي عام 2014 في مايو تواجدت هاندا علي أفيش مشروع مرتدية القناع الطبي، وهذا المشروع يقع تحت مسمي 'لنبتسم بأمل لمستقبل الأطفال'، والذي نظمته واقفة الأمل لأطفال السرطان، وأعلنت هاندا أنها ستنظم يوم للتوقيعات لصالح أطفال واقف وذلك في 20سبتمبر.وباستثناء أنشطتها في عمل الخير فقد كانت من إحدي المطربات اللاتي شاركن في احتجاجات حديقة غازي الواقعة في ميدان تقسيم، وتم ذلك في عام 2013، ولقد أدلت بتعليق علي حسابها الخاص علي موقع التواصل الاجتماعي«تويتر»، وكان هذا التعليق يدور حول الأحداث الجارية، وأيضا قامت بإلغاء برنامج حفلتها.

## هاندا أز يانر
هي مغنية وكاتبة أغاني ومنتجة ذات شعبية واسعة في تركيا.ولدت في محافظة قاضي كوي باستانبول، عقب انتهائها من المرحلة الإعدادية قررت الالتحاق بمدرسة أرن كوي الثانوية للبنات وذلك بسبب عدم سماح عائلتها لها بالالتحاق بالمعهد الموسيقي "الكونسرفاتوار".ثم تزوجت تاركة المدرسة وهي في الصف الثاني الثانوي.منذ طفولتها كان لديها حلم يشاغل بالها وهو الغناء. ومن أجل تحقيق هذا الحلم حاولت الوصول للشاعر أكسوي وذلك من خلال عملها في المحلات المختلفة التي يمر عليها المشاهير.تعرفت علي الشاعر أكسوي من خلال هوليا أفشار الذي كان زبون في المحل الذي تعمل به.قامت هاندا بالتدرب علي الغناء لفترة محددة بمساعدة أكسو، وتلقت دروس في الغناءوالإنشاد.ثم أصدرت أغنية بعنوان"تبا للكذب"وهذه الأغنية أحدثت دوي وذلك من خلال تسجيلها لأول ألبوم بعنوان"كل شئ يتمحور حولك"وذلك في الألفينيات وأعدت لهذا الألبوم بالتعاون مع التان تشاتن .وبإصدارها لهذا الألبوم زعم بأنها هي التي ابتدأت اتجاه أغاني"الديسكو بوب"في تركيا.ولقد حازت أغنية الألبوم الثاني التي بعنوان"أنت في طريقك وأنا في طريقي"علي الجائزة الملكية للتليفزيون والفيديو والموسيقي لحاملي شهادة الموياب وذلك عندما أصدرتها في خلال عامين، والألبوم الثالث يتحدث عن أن الحب لم يفهم روح المرأة، وأصدرت أيضا أغاني هيت مثل"إنت في طريقك..وأنا في طريقي"و"لاتتسرع"و"الأحمر"و"جرحته".وألبوم الذي بعنوان"مختلف للغاية"الذي أصدرته في عام 2006حقق نقطة تحول في الموسيقي.ولقد استخدمت نمط الموسيقي الإلكترونية في ألبوماتها مثل ألبوم"كيف أصابني الجنون" وأصدرته في عام (2007)وألبوم "تنويم مغناطيسي"في (2008)و ألبوم"ماذا يحدث "في (2009)، ولقد أحرزت الأغاني مثل"الغرور"و"روميو" التي قامت بإصدارهما منذ بدايتها أحرزت نجاحا كبيرا متصدرين القائمة.بدأت بإصدار أغاني البوب مرة أخرى من خلال ألبومها الذي بعنوان"ماذا يحدث لهاندا"واشتمل ألبومها هذا علي أغانيها الهيت التي بعنوان"صوبا"وبودروم"بالتعاون مع سينان أكتشيل وذلك في عام 2010.أعدت بالتعاون مع أكتشيل أيضا ألبومات بعنوان"شكرا"في (2011)و"الملكة"في (2012).ولقد كانت لها بصمة في تحقيق بعض النجاحات حيث حازت علي العديدمن الجوائز بأصدارهاأغنية سينجل بعنوان"يايايايا"والتي أصدرتها في عام 2013، وعقب إصدار هذه الأغنية سجلت ألبوم كامل في 2014.تأثرت يانر بالعديد من الأسماء في الساحة الغنائية ويأتي علي رأسهم مادونا حيث كانت هاندا من أشد معجبيها، وعلاوة علي موسيقاها عرفت بأسلوب ملابس معين وبلون الشعر الذي تغيره كثيرا.ولقد قورنت صورتها بالعديد من الأشخاص في الآونة المختلفة. لقد صرحت هاندابأنها أرادت تسجيل ألبومات يدوم الاستماع إليها لسنوات طويلة وأيضا صرحت بأنها تسعي لتحقيق الحداثة لموسيقاها.ولقد لقبت بألقاب عديدة مثل مادونا الأتراك وملكة موسيقي البوب التركية ومع ذلك وجهت انتقادات كثيرة لهذه الألقاب.ولقد أختيرت كأيقونة للمثليين في 2007وذلك عقب تصريحها"بأن هناك علاقة جميلة بين المثليين"، وفي عام 2008أصبحت ضيفة بهذا القب لفيلمها في فالريكا الملكية.وفي عام 2009وجهت نداء يتعلق بحل مشاكل المثليين حيث شاركت في مسيرة الكرامة التي تم تنظيمها في إستانبول.ولقد سجلت هاندا أعلي مبيعات لألبوم واحد حيث باعت أكثر من مليون نسخة في الألفينيات في تركيا وبهذا أصبحت واحدة من المغنيين القلال الذين يسجلوا أعلي مبيعات لألبوماتهم.وحتي الآن حازت علي العديد من الجوائز من ضمنهم جائزة الفراشة الذهبية الرابعة.

## المبادرات الأخرى

### أيقونة للمثليين
تعرضت هاندايانر للعديد من التساؤلات بسبب كونها أيقونة للمثليين وذلك عقب إصدارها للألبوم الذي بعنوان«كيف أصابني الجنون؟» وذلك في عام 2007وكانت التساؤلات تتمحور حول حب المثليين لها. ولقد أعربت عن الذي تشعر به نحو المثليين قائلة«أنا أفكر في كل شخص فيهم علي أنهم مستمعين جيدين للموسيقي.هؤلاء إذا إنتقدوا شئ بشكل جارح يكون لهم الحق في هذا الانتقاد، وأيضا يحق لهم اختيار ما يلائمهم وما يروه مناسب لهم.لأنهم يستمعوا بشكل جيد، ويفهموا المزيكا جيدا.ويحسوا أيضا مثل الفنان.ويكون من الخطأ إنكار هذا.»، وبالإضافة إلي ذلك قالت بأن هناك علاقة جميلة بين المثليين جنسيا. وفي العام نفسه تم اختيارها كأيقونة لمثليي تركيا وذلك خلال إستطلاع للرأي قامت به مجلة كايوس ج ل.ولقد صرح أوغور يوكسل رئيس تحرير الجريدة بأن تصريح يانر الذي أعربت فيه عن حبها للمثليين عقب اختيارها كأيقونة للمثليين كان مؤثرللغاية. وفي عام 2008 أتمت يانر عضوية الاتحاد الأوروبي ومن أجل انضمام تركيا للإتحاد دعت رجال السياسة لحل ما يتعرض له المثلين جنسيا من اضطهاد في البلاد. وذكر في تقريره بأنها ستدهب علي الأغلب إلي حانات المثليين. وفي الفترة نفسها احتلت مكانة كممثلة حيث لعبت دور أيقونة المثليين في فيلمها الذي تم عرضه في فابريكا الملكية وهي المدينة التي اتخذت الشذوذ موضوع لها في تركيا، ولقد تحاور معها فيما يتعلق بتقمصها لحلم الشاذ الذي تم عرضه في الفيلم وفي عام 2009شاركت هاندا في فعاليات مسيرة الكرامة التي أقيمت في إستانبول، وأدلت بتصريح يتعلق بحقوق المثليين في تركيا وكان فحواه التالي:«لا أظن أن هناك اهتمام بالمثليين في تركيا. ويتم التعامل معهم علي أنهم نكرة. وهذا وضع مؤسف للغاية. المثليين لديهم حقوق أيضا. يجب علي الجميع الحفاظ علي حقوقهم.[000] ولو تعاملتم مع أي شخص منهم لا تنفروا منهم بل عاملوهم بحب. ويجب أن تستم الحياة من أجل حريتنا ومستقبلنا!» وفي عام 2010 داومت هاندا علي اعتلاء المسرح في حانات المثليين، وقالت بأنها يوما ما ستقوم بغناء أغنية من أجل المثليين جنسيا
- وفي عام 2004 في شهر يونيو أصدرت ألبومين بعنوان«العشق لا يدرك شئ عن روح المرأة، ومختلف للغاية».وفي عام 2004 في شهر يوليو سوقت هاندا لألبومها الذي بعنوان«العشق لا يدرك شئ عن روح المرأة» وهذا كان الألبوم الثالث التي قامت بتسجيله في كلا من هامبورغ وإستانبول وذلك تحت رعاية المنتج أرول كوسا.[131] وقالت أنها أصبحت تمتلك خبرة أكثر في هذا الالبوم، وتحدثت أيضا عن مرحلة الإنتاج قائلة«بكل حواسي أستمع للأغاني بمصاحبة الجيتاركحالمة ومستمعة.ولو أثرت في كلمات الأغاني وأحسست بها بداخلي علي الفور أسجلها.بمعني؛ لا أضع في عقلي تفاصيل مثل» هل الأغنية ستنجح، وهل سيكون عليها إقبال؟«.ولم أكن في حالة إستعداد» لم أصدق نفسي«أننا نعد لألبوم لي.ولقد عمل الفريق نفسه علي نحو مناسب جدا، وقد أبدعت أهم أغانيها التي أقام لها الجميع وزنا.جميع الأغاني التي قاموا بتسجيلها كانت ناجحة للغاية، وكل واحدة من هذه الأغاني تحمل خاصية الهيت، وأيضا كان يوجد أغاني كلاسيك.وقدموا لي فقط الأغاني التي تتوافق معي».[82][132] ولقد تم نقد الألبوم ولكنه نقد بناء حيث حقق الألبوم نجاح كبير. وعقب عرض كليبات أغاني الهيت التي بعنوان«لاتتسرع»، و«الأحمر»، و«ألمته» التي في الألبوم تم عرض أيضا فيديو كليبات لأغاني بعنوان«منحة»، و«أهلا وسهلا»، و«لهذا السبب» وعرض الفيديو كليب لهذه الأغاني جذب الانتباه إليها.وأغاني الهيت التي بعنوان «لا تتسرع» و«الأحمر» و«ألمته» تصدرت مراتب متقدمة في قوائم الموسيقي لمحطات المختلفة في الراديو، وفي بعض المحطات تصدرت هذه الأغاني المرتبة الأولي.[133][134][134] وألبوم العشق لا يدرك روح المرأة حصل علي الشهادة الذهبية من الموياب حيث باع 400,000ألف نسخة في خلال عام 2004.[[135] ولقد استحق ألبومها جائزة الألبوم الذهبي وذلك ضمن الجوائز تنظمها إذاعة أف ام باستانبول.[ [136] ولقد تم إصدار ألبوم هاندا يانر الرابع والذي بعنوان«مختلف للغاية» حيث تم إنتاج هذا الألبوم من أجل الفن وذلك في عام 2006 في شهر يناير، وأيضا تم إعداده بشكل يلائم لتقنية الصوت للفنان.[[77]]وتحدثت يانر عن ألبومها بصفته ألبوم بديل لموسيقي البوب.ولقد تم وصف الألبوم كنقطة عودة لرصيد يانر المهني، وعندما تم مقارنته مع البومها السابق لوحظ بأنه يوجد فيه تأثر أوروبي، إلي جانب موسيقي البوب وجد في ألبومها أنماط مختلفة للموسيقي مثل موسيقي الهاوس وأر آند ب والروك.ولقد انتقد بعض النقاد الموسيقيين بشكل سلبي التغير الذي حدث في أسلوب يانر، أما البعض الآخر وجدوا أن هذا التغير يعتبر نجاح لها.ولقد قام تولجا أكيلدز من مجلة الحرية بتوجيه نقد إيجابي في مقالة له تتعلق بألبوم يانر قائلا«لنتوقف هنا قليلا عند ألبومها الأخير والذي بعنوان«مختلف للغاية».ففي هذا الألبوم توجد 7 أغاني كاملة لمتا أزجنجيل.وأيضا تهب الرياح علي بقاع ألتان تشاتن.ونقول'آآه'، وتعتبر هاندا أضرت نفسها بنفسها من خلال قولها لأكن'متكلفة الثقافة'!إلا أننا كلما نستمع لألبومها نري أن الأمر لم يجري كما خططت له.فألبومها عبارة عن 14 أغنية مؤسسة بالكامل علي طراز الرقص الغربي.أما هذه المرة فأغاني أزجنجيل، لاءمت الصوت جيدا.وهذا الألبوم كان أكثر شمولية وشجاعة من حيث الصوت وذلك بالمقارنة مع ألبومها الثاني الذي لم تستطع الإستغناء أو التخلي عن أحدهما».[75] ولقد أصدرت أغاني بعنوان«قيود»، و«نارالعشق»، و«من يستطيع أن يعرف الحب» ككليباب للألبوم.ولقد حاز ألبوم«مختلف للغاية» علي الشهادة الذهبية من الموياب حيث وصلت مبيعات الألبوم ل165,000ألف نسخة في خلال عام 2006.وفي عام 2007حاز علي جائزة من جوائز موسيقي الباورترك وذلك ضمن فئة أحسن ألبوم .[136] ولقد أشارت ال أن تي في إلي أن هذا الألبوم يعتبر من أفضل الألبومات التركية للموسم في الألفينيات إلي جانب ألبومها العشق لا يدرك روح المرأة.[[31]]وفي عام 2006 تحديدا في شهر سبتمبر سوقت هاندا لماكسي أب خاصتها والذي يحمل بعد آخر لألبوم«مختلف للغاية».[137] ولقد تم ترشيح الفيديو كليب الذي جذب الانتباه لأغنية«الحرية المحدودة» ضمن فئة أحسن كليب وذلك ضمن جوائز التليفزيون الملكي والموسيقي والفيديو وذلك في عام 2007.[138]

## ماذا يحدث لهاندا يانر البومي شكرا وملكة 2010-2013

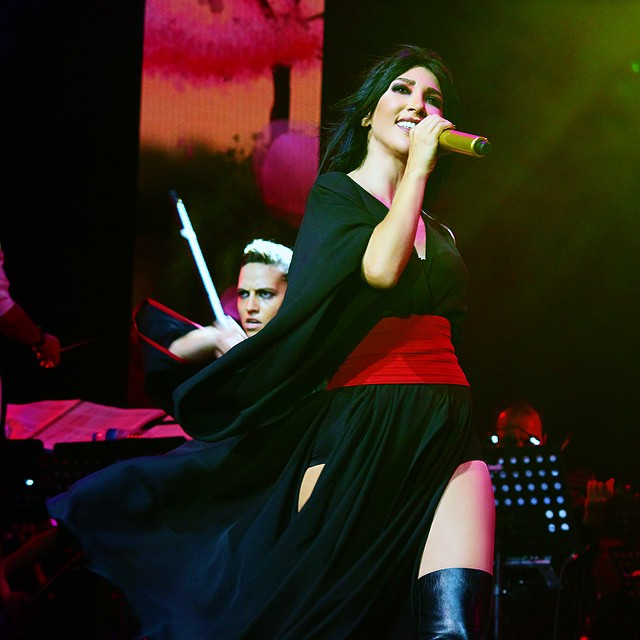
هانده ينر

اوضحت هاندا يانر اسباب عديدة لاختيارها موسيقي البوب بدلا من الموسيقي الالكترونية أو الحديثة . وذلك بسبب ما قاله سعدي تراك في صحيفة الحرية حيث ربط قيامها بذالك بسبب عدم قدرتها علي عمل ثورة في حارة المغنين .
اما في الاخبار الأخرى قيل انها عادت الي موسيقي البوب بسبب انخاض معدل الحفلات وعدم بيع الالبومات وهذا كان بعد عودتها الي الموسيقي الالكترونية . لكن هاندة ينر كذبت هذة الادعاءات وقالت انها ظهرت بهدف كسب المال . واوضحت ان عودتها الي موسيقي البوب سببه عدم حبها للتغير وانه لم يبقي لها الطاقة لعمل البوم بالموسيقي الالكترونية .
في نيسان 2010م نشر استطلاع راي بعنوان 0ماذا يحدث لهاندة ينر 0بخصوص الالبوم التصويري الثامن الذي كان بمثابة جمع لكل الأعمال المسموعة والاعمال المعزوفة في الاندية . وختم الالبوم باغني من تاليف سينان اكتشيل . صرح نقاد الموسيقي بان هانده ينر في هذا الالبوم لم تعود الي النظام القديم في الغناء بمفهومة الكامل .وكان نقدمهم لها يجمه مابين السلب والإيجاب .
وكانت أفضل الاغاني في البوم 00 هيتلر أو الفاعليات 00 هي اغنيتي [سوب وبودرم حيث حصلت أغنية علي المركز الرابع واغنية بودرم علي المركز الأول في قائمة الرسم التركية . وكان أول كلبين للالبوم هما لاغنيتي سوبا وياسك اشك .
وعملت بعد هذين الكلبين أيضا كلبيي لاغنية بودرما واغنية تشوب .
اعطت إذاعة إسطنبول اف ام أغنية بودرم جائزة أفضل كلمات وأفضل تاليف . اما أغنية تشوب رشحت عام 2011م لجائزة مللك الموسيقي وجائزة أفضل تاليف. وبينت هاندا يانر انه بيع أكثر من 180 الف نسخة من البوم ماذا يحد لهاندا يانر .
في سبتمبر 2010م البوم ماذا يحدث لهانده ينر تكون من بعض ايقاعات الاغاني وضم أغنية اوزايلي وتم طرحة في لالسواق . حازت أغنية اوزايلي علي المرتبة الثالثة في قائمة الرسم التركية .
في أبريل 2011م عملت هاندا يانر أول دويتو مع المغنية اكتشيل في اغنيتي اتما واغنية سوندرولماز الموجودة في البوم قلب ساسية أو صوت القلب لا اكتشيل .
كنتيجة للتصويت اصدر الالبوم التصويري الثامن تشكرلر الشامل للاغاني . قالت هاندا ان اغلب اغاني الالبوم المعروف باسم 11يلين اوزاتي قائمة علي ايقاع البوب.
اصدر البوم تشكرلر نتيجة للابحاث والمحاكمات والتنازلات التي قامت بها ينر في الالبومات التي تسبقة . جميع اغاني الالبوم كتبتها سينان اكتشيل .
عند نقد البوم تشكرلر انقسم نقاد الموسيقي الي فريقين .
اونوتلمير وتشكلرلر وهافلانين ودون بانا هي اغاني الالبومات العملتها . رافقت يانر اكتشيل في كليب تشكرلر الذي أصبح اسم الالبوم. وفقا لاحصاء مايب بيع 59.906 نسخة من الالبوم خلال العام الذي صدر فيه . في أبريل 2012م نشرت أغنية رؤية التي غنتها من قبل في المجموعة المشهورة وغنتها مع84 أغنية أخرى .
حصلت أغنية رؤية علي لقب أفضل دويتو في جائزة الموسيقي التركية لعام 2013م . وحصلت علي جائزة أفضل غلاف من الجوائز التي نظمتها إذاعة بال أف أم.
في سبتمبر 2012م غنب يانر أغنية كادرمين اويونو الموجودة في البوم بير اومر وغنتها مع المغني اورهان . عدت هذة الاغنية من اجل الاحتفال بالعام السادس للاحتفال بالفن . في 12 ديسمبر 2012م نشروا ما قاموا به من تسجيلات بين شهري سبتمبر ونوفمبر 2012م وهو الالبوم التصويري العاشر المعرف باسم كراليتش أو الملكة. مرة أخرى ختم الالبوم باغاني كتبتها سينان اكتشل . اوضح نقاد الموسيقي منتقدين يانر بشكل سلبي انه يوجود القليل من المغنين الذين يستطيعوا ان يعملوا شيء جيد من تكرارالقديم.
آخر أغنية في الالبوم المعوفة باسم هاستا حازت علي المركز الثاني ضمن أفضل اغني الالبوم وذلك في القائمة الرسمية التركية. وبينت يانر انه سيكون أول كليب للالبوم .
وحصلت علي اعلي نسبة تصويت لهذا العام في جوائز جامعة ميمار سينان وحصلت علي جائزة البوم العام في جوائز~الدرجة السياسية . وبيع 79.907 نسخة من هذا الالبوم .
قطعت يانر اعلانات الالبوم في نصفها بسبب وفاة والدها ايرول اوزينر في 30 ديسمبر 2012م كما أنها لم تظهر علي الساحة لمدة تقرب من شهرين كاملين .
في مايو 2013م غنت هاندة ينر للجمهور أغنية ياه ياه ياه ياه السينجل . كتبت بيركسان هذة الاغنية .بعد ذلك عملت هاندة البوم كراليتش وعرضت البومي كراليش وياه ياه ياه ياه ^. للبيع في 2 سي دي وبذلك يضم الموسيقي الشرقية وموسيقي الريمسك. في الاسبوع الذي انتشرت فيه أغنية ياه ياه ياه ياه سببت اعلي نسبة ارتفاع في المبيعات في القائمة الرسمية التركية. وارتفعت وأصبحت في المرتبة ال25 بدلا ماكانت في المرتبة ال 280. وظلت لاسابيع في قائمة الموسيقي .في تركيا عام 2013م احتلت أغنية ياه ياه ياه ياه المركز الثامن والذي يكون من اعلي النسب في عام 2013م
اما بالنظر الي موقع اليوتيوبفكان لها أيضا اعلي نسبة نقر . في عام 2014م حصلت علي جائزة أفضل أغنية سينجل من جوائز الموسيقي التركية وحصلت علي جائزة أفضل أغنية وأفضل فديو وأفضل كليب 
من جوائز موسيقي بال اف ام . في أكتوبر 2013م عملت أغنية بيري فار بعدما كانت ستغنيها مع فوجال تاموز . بجانب ذلك عملت كاحد أعضاء هيئية التحكيم في برنامج مسابقات اسمه فلياهات .
في النصف الثاني من شهر أكتوبر صنف هذا البرنامج كأفضل براجمج الغناء وذلك بواسطة استطلاع الراي وتم عرضة في نهاية شهر يناير 

## من تاثرت بهم
اتخذت هانده يانر سيزان اكسو مثلا لها وقلدتها في كثير من الاشياء وخاصا في اغنيها فكان أكثر ما يجري علي لسانها أغنية هادي بكاليم واغلالما. وقالت هانده انه جن جنونها بشكل كامل وبذلت الكثير من الجهد كي تدخل الي عالم الموسيقي وتتنقل معها وتعمل بجانبها اعربت  هانده ينر في احدي اللقاءات التي اجرتها قبل إصدار البومها التصويري الأول عن اعجابها بجينفر لويس وقالت ان اسلوب الاغاني في الالبوم اخد شكله هذا كي ينال اعجاب جينفر لويس وينال اعجاب الجمهور أيضا في البداية كان اسلوب هانده في البوم سن يولونا بن يولوما كان يختلف عن اسلوب اكسو ويشبة المغنين الآخرين وفي البوم اسك كادن روحوندن انلاميروم كان نصفة كاشخصية اجدا بيكان والنصف الآخر يقارب باسلوب اكسو وبيكان في لقائتها التلفزيونية قالت  ]استمعت الي الاغاني الاجنبية لسنوات ولم تستمع للموسيقي التركية وبدات بالستماع الي اكسو وبيكان وحبتهم لدرجة اني اردت الغناء. فكان لهم تاثير عليا [في عام 2004 قالت 
لا اريد ان يمل مني الناس وكي تستمتع الناس باعمال شخص الي سنوات يجب أن يكون مثل مادونة [وقالت ] اعجبت بمادونة واخذتها مثلا لي وتاثرت بحماسها وشجاعتها وحبها لذاتها. في عام 2006 في مجلة ]النجوم الاروبية[ التي تعد لأفضل علي الإطلاق ذكر
اسمها كمادونة تركية وبجانب ما نشر في هذة المجلة أطلق عليها في اماكن مختلفة أيضا مادونة تركيا في عام 2007م دخلت  في مهاترات معاكالين وايبرو واوتاتش عقب تسميتهم لها ب مادونة المزيفةفي اللقاء الصحفي بقناة إم تي في التركية سالها الاعلامي ايجا تشوبجو قائلا بالتعقيب علي ما يطلق عليكم باسم مادونة في الشكل. هل حقا كان هدفك ان تكوني مثل مادونة ؟ 
اجابت هاندة قائلة ] في البومي الأول كنت اشبه سيزان اكسو في الاسلوب . وهكذا فمثلي الاعلي مادونة. وانه أمر عادي جدا ان يكون مثلي الاعلي نجمة عالمية مثل مادونة . وياليتني اكون مثلها امتلك علم وثقافة وسلطة لكنه ليس ممكن . فانا اؤدي أعمال متاثرة بطاقتها وحيويتها ولكن باسلوبي الخاص . في عام 2012م تناولت هاندة الدواءكي تستطيع أن تحضر الحفل الذيكانت ستحيه مادونة والذ كان يجب أن يقام في إسطنبول واقيمالحفل بواسطة ام دي ان ايه للسياحة. وقالت ينر في الحفل اغنية اوبوايشينا ان اييسي أو بير ياراتيك وذلك من اجل مدح مادونة فقد انهالت عليها بالثناء والمدح.وبجانب كل ذلك قالت ان بولنتي ايرسوي أيضا سيكون من بين الذين سيقام لهم تمثال .

## مسيرتها الفنية
نشر الألبوم الأول الذي قامت به هاندا يانر سندنايبارت وايرجان ستاجي في 31 مايو 2000 بواسطة شركة دي ام اس .
بالإضافة الي ذلك فان هاندا ينر كانت أول مغنية امرأة قدمت بواسطة شركة دي ام اس . 1. .علاوة على الألبوم الذي انهته ينر في نهاية عملها السنوي اخد الالبوم الذي كتب بواسطة التان جاتين باكمله اخذاسلوب ينر في البومتها عرف ب البوب التركي والارابيسك والموسيقة الغربية . اغنيتها الاخيرة في الالبوم نشرت كاول كليب لها .الاغنية التي ذاع صيتها كانت واحدة من الاغاني التي كتبت عام 2000 ووصلت إلى القمة والذروة في الموسيقي.
أغنية يالانين باستين هي آخر اغنية للالبوم وفي نفس الوقت هي أول كليب صدر لهذا الألبوم .وهذة الأغنية ذاع صيتها وكانت واحدة من الأغاني التي تمسك بها الكاتب عام 2000م وأصبحت لها الصدارة في قائمة الموسيقي. حكت هاندة ينر قائلة أنها اندهشت من الاهتام الذي لقاه هذا العمل وأنها توقعت أنه سينجح ولكن كل شيء تطور بسرعة كبيرة وقالت أنها فوجئت كثيرا بهذا التطور السريع وأحبته. كتبت جريدة الحرية أن ما قامت به هاندا ينر هو عمل عظيم وظهرت ينر في سوق الموسيقي كالمع اسم لهذا العام. عملت ينر أيضا كليب لأغنية بونن اضي ايريليك ولأغنية يوكسا ماني الموجودين في البوم يولونين باستين . فازت هاندا يانر في عام 2000م بجائزة الفنانة التي لها أفضل عمل من مجموعة جوائز التين كلاباليك. أما كليب يالنين باستين ففاز بجائزة أفضل كليب مع كليب البيتا للمغنية جاندان ايرتشاتين . حصلت ينر على جائزة الفنانة التي قامت بأفضل عمل أيضا من مجموعة الجوائز التي نظمتها مجلة أكادميك باكيش ومن جوائز كرال تي في فيديو ميوزك بجانب جوائز التين كلباليك. اختيرت هاندا ينر كالمطربة الواعدة من قبل جمعية صحفين المجلة . بيع 750.000 نسخة من ألبوم سن دن ايبارت . قدمت ينر إصدارات جديدة لبعض الاغاني الموجودة في البوم سن دن ايبارتبعمل اسم إضافي لهم واصدرتهم عام 2001م . في نفس الفترة ظهرت ينر في مشهد لمسلسل تلفزيوني لعبت فيه كدور شرف . وعدت هاندا ينر في شباط 2001م انه سيبدا التحضير للالبوم التصويري الثاني . وفي عام 2002م صدر البوم بن يولوما سن يولوناتحت إنتاج شركة ايرول كوسا. بجانب ان البوم سن يولونا بن يولوما ذاع صيته فان اغاني شانسين بول اونسون واغنية افليليك ساندالي واغنية كوش كانت أجزاء من الالبوم واتعملت كليب . الالبوم بيع من أكثر من مليون نسخة .
فازت هاندا بنتيج تصويت الالبوم الأكثر مبيعا لالبوم سن يولونا بن يولوما وفازت أيضا بلقب أفضل فنانة بوب في جوائز كرال تي في فيديو موسيكلعام 2003م. اما في جمعية صحفين المجلة اختيرت أغنية سن يولونا بن يولوما كاغنية العام. بجانب ذلك فان هاندا ينر في عام 2003م عملت كمذيعة  لبرنامج تلفزيوني في قناة النجوم، وفي عام 2016 أصدرت هانده ينر فيديو كليب «مور» بمشاركة العارض آسر ويست.

## الألبومات
- 2000: Yalanın Batsın
- 2001: (إضافي) Extra
- 2002: ...Sen Yoluna... Ben Yoluma
- 2004: Aşk Kadın Ruhundan Anlamıyor
- 2006: Apayrı
- 2007: ?Nasıl Delirdim
- 2008: (نوم مغناطيسي) Hipnoz
- 2009: (ما أخبارك)?Hayrola
- 2010: ?Hande'ye Neler Oluyor
- 2010: Hande'yle Yaz Bitmez
- 2011: (شكرا) Teşekkürler
- 2012: (حلم) Rüya

## وصلات خارجية
- هانده ينر على موقع IMDb (الإنجليزية)
- هانده ينر على موقع ميوزك برينز (الإنجليزية)
- هانده ينر على موقع ديسكوغز (الإنجليزية)
- الموقع الرسمي